# Obrzęk limfatyczny

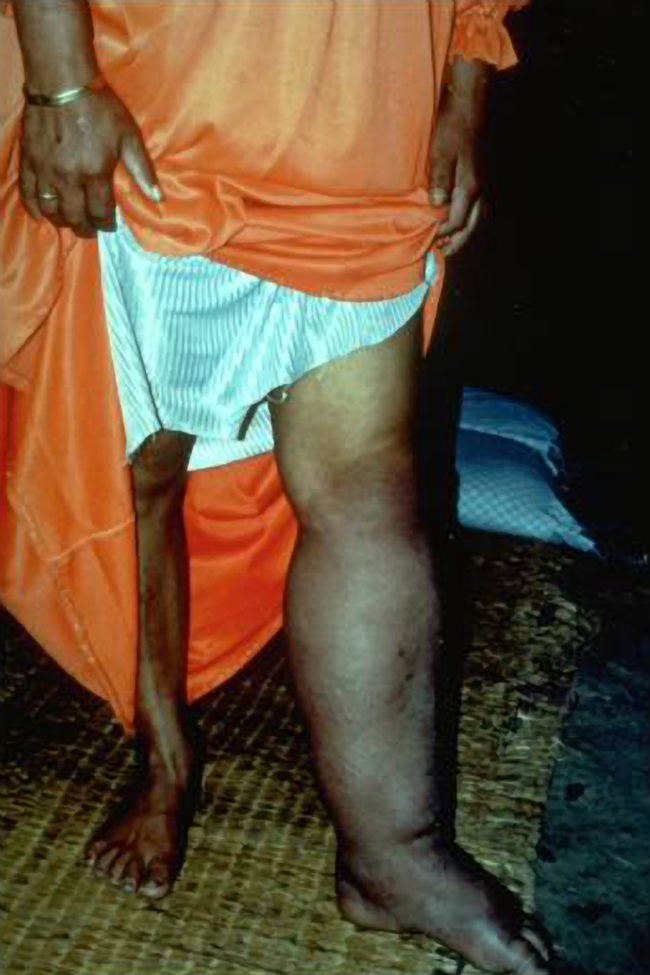
Zaawansowany obrzęk limfatyczny – słoniowacizna kończyny dolnej w przebiegu filariozy

Obrzęk limfatyczny – obrzęk tkanek wywołany zastojem chłonki, prowadzący do przewlekłego stanu zapalnego z powodu hipoplazji (obrzęk pierwotny) lub zamknięcia albo przerwania naczyń limfatycznych (obrzęk wtórny).
U człowieka obrzęk limfatyczny najczęściej dotyczy skóry lub tkanki podskórnej. Zastój chłonki, czyli niemożność prawidłowego odprowadzenia chłonki z tkanek organizmu, wywołany jest wrodzonym lub nabytym uszkodzeniem naczyń chłonnych.

## Klasyfikacja
Ze względu na etiologię obrzęki limfatyczne dzieli się na:
- wrodzone - spowodowane przez rzadkie choroby dziedziczne uszkadzające układ limfatyczny,
- pasożytnicze (np. w filariozie),
- pozapalne (jako powikłanie zapalenia skóry, naczyń chłonnych lub węzłów chłonnych),
- po operacyjnym leczeniu nowotworów[a] (np. po usunięciu piersi lub narządów rodnych),
- po radioterapii okolicy pachy lub pachwiny
- po operacjach naczyniowych,
- pourazowe,
- w przebiegu przewlekłej niewydolności żylnej (jako obrzęk o charakterze mieszanym, żylno-limfatycznym),
- polekowe (np. po następujących lekach: amlodypina, rozyglitazon, pregabalina, NLPZ)[potrzebny przypis]
- idiopatyczne (pierwotne).

## Obraz kliniczny
Przebieg choroby zależy od etiologii. Przykładowo, obrzęk limfatyczny po zabiegu operacyjnym rozwija się po kilku miesiącach, obrzęk limfatyczny pozapalny może rozwinąć się po wieloletnim okresie utajenia.
Obrzęk początkowo jest ciastowaty (tzn. podatny na ucisk), następnie ulega stwardnieniu.
W obrębie kończyny dolnej prowadzi kolejno do stwardnienia skóry przodostopia, obrzęku palców stóp (tzw. palce kiełbaskowate), a ostatecznie do słoniowacizny.
Wraz z powiększaniem się obrzęku zwiększa się ryzyko nawracających zakażeń bakteryjnych.
Obrzęk limfatyczny w obrębie kończyny górnej jest typowym (10–40% operowanych) odległym powikłaniem operacyjnego usunięcia piersi.

## Rozpoznanie
Rozpoznanie obrzęku limfatycznego stawia się na podstawie obrazu klinicznego. W problematycznych przypadkach wykorzystuje się badanie limfoscyntygraficzne.
Różnicowanie obejmuje:
- obrzęk tłuszczowy (tzw. nogi kolumnowate) – spotykany u kobiet, oznaczający symetryczne zwiększenie objętości podskórnej tkanki tłuszczowej kończyn dolnych, nieobejmujące stóp
- obrzęk żylny – w przebiegu przewlekłej niewydolności żylnej
- obrzęk pozycyjny – wywołany długotrwałym pozostawaniem w jednej, wertykalnej pozycji
- obrzęk śluzakowaty – w przebiegu niedoczynności tarczycy
- obrzęk „krążeniowy” – w przebiegu niewydolności serca
- obrzęk w przebiegu hipoalbuminemii
- obrzęk zapalny (klasyczny tumor)
- obrzęk idiopatyczny

## Leczenie
W zależności od etiologii, leczenie obejmuje postępowanie przyczynowe (jeśli jest możliwe, np. leczenie przeciwpasożytnicze), wspomagane przez drenaż limfatyczny, bandażowanie kompresyjne (także pneumatyczne pończochy, rękawy kompresyjne połączone z pompką), które zapewniają sekwencyjny ucisk od końca kończyny w kierunku ciała i regularną gimnastykę odbarczającą.
Ostre zapalenie skóry i tkanki podskórnej, zakrzepica żył głębokich oraz zastoinowa niewydolność serca są przeciwwskazaniami do stosowania pełnej terapii wspomagającej – wymagają stosowania swoistych schematów leczenia.
Ważnym elementem leczenia jest staranna pielęgnacja skóry objętej obrzękiem oraz unikanie urazów.
Może być konieczne profilaktyczne, okresowe stosowanie antybiotyków przez długi czas (np. penicylina benzatynowa podawana domięśniowo co 2–3 tygodnie przez 1 rok lub dłużej).
Obrzęk limfatyczny może wpływać na wygląd i może mieć wpływ na stan psychiczny, szczególnie u osób z choroba nowotworową zwiększa ryzyko wystąpienia depresji. 

## Klasyfikacja ICD10
| kod ICD10     | nazwa choroby                                                                 |
| ------------- | ----------------------------------------------------------------------------- |
| ICD-10: I89   | Inne niezakaźne zaburzenia funkcji naczyń i węzłów chłonnych                  |
| ICD-10: I89.0 | Obrzęk chłonny niesklasyfikowany gdzie indziej. Rozszerzenie naczyń chłonnych |
| ICD-10: Q82   | Inne wrodzone wady rozwojowe skóry                                            |
| ICD-10: Q82.0 | Wrodzony obrzęk chłonny                                                       |
| ICD-10: B74   | Filarioza                                                                     |
| ICD-10: B74.0 | Filarioza wywołana przez Wuchereria bancrofti                                 |
| ICD-10: B74.1 | Filarioza wywołana przez Brugia malayi                                        |
| ICD-10: B74.2 | Filarioza wywołana przez Brugia timori                                        |
| ICD-10: B74.3 | Loaoza (loaosis)                                                              |
| ICD-10: B74.4 | Mansoneloza (mansonelliasis)                                                  |
| ICD-10: B74.8 | Inne filariozy                                                                |
| ICD-10: B74.9 | Filarioza, nie określona                                                      |
| ICD-10: I97   | Pozabiegowe zaburzenia układu krążenia, niesklasyfikowane gdzie indziej       |